# Rhene decorata
Rhene decorata là một loài nhện trong họ Salticidae.
Loài này thuộc chi Rhene. Rhene decorata được Benoy Krishna Tikader miêu tả năm 1977.